# Martinique-Ara
Der Martinique-Ara (Ara martinica) ist eine hypothetische, ausgestorbene Papageienart, die auf der französischen Insel Martinique in der östlichen Karibik heimisch gewesen sein soll.

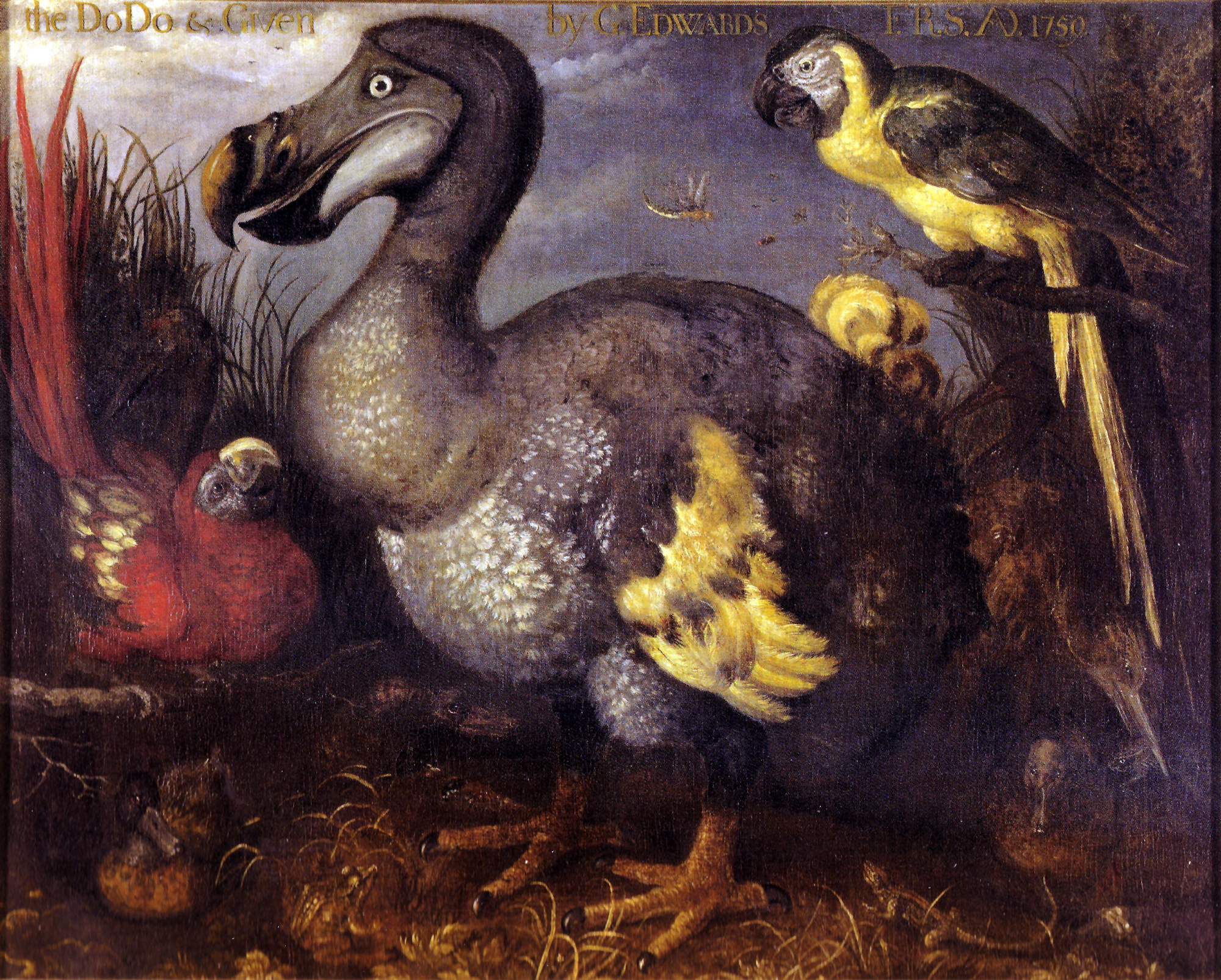
Saverys Dodo-Gemälde aus dem Jahr 1626; der Papagei rechts oben könnte einen Martinique-Ara darstellen.

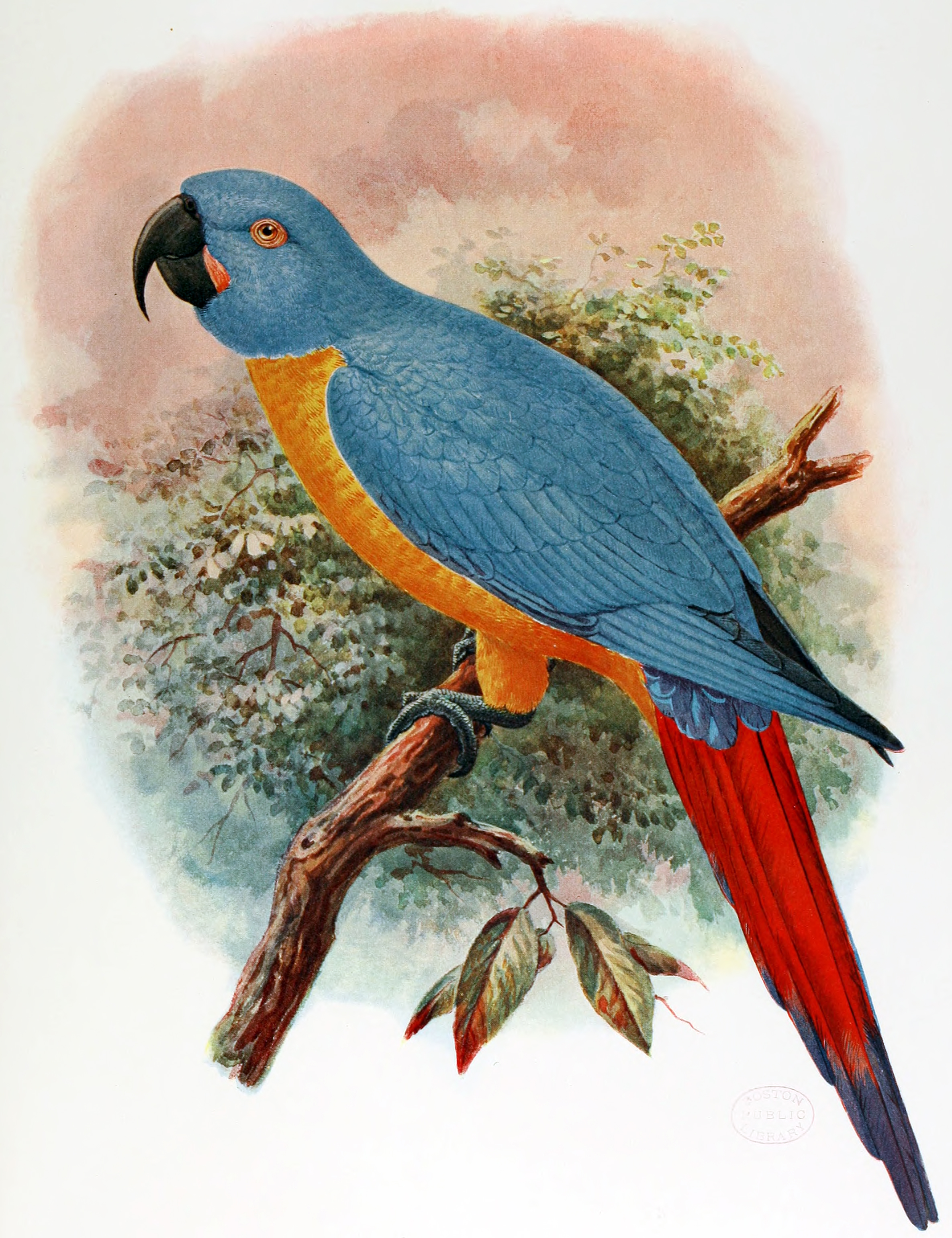
Rekonstruktion der zweifelhaften Art Ara erythrura von John Gerrard Keulemans aus dem Jahr 1907

1905 verfasste Walter Rothschild die wissenschaftliche Erstbeschreibung über den Martinique-Ara, die ebenfalls im 1907 im Buch Extinct Birds veröffentlicht wurde. In Ermangelung eines Belegexemplars basiert Rothschilds Beschreibung auf einem kurzen Reisebericht des Jesuitenpaters Père Jacques Bouton (1591–1658), der 1640 schrieb: 

„Die Aras sind zwei- oder dreimal so groß wie andere Papageien und sie haben ein Federkleid, das sehr unterschiedlich gefärbt ist. Solche, die ich gesehen habe, hatten ein blaues und orange-gelbes (safranfarbenes) Gefieder. Sie lernten auch sprechen und hatten einen guten Körper.“

Rothschild nannte diese Papageien zunächst Anodorhynchus martinicus und später Ara martinicus. Da es jedoch keine Überreste von Aras auf Martinique gibt, kann die Existenz dieser einzigartigen Inselart nicht bewiesen werden. Alternativ könnte es sich um eine verwilderte Population von Gelbbrustaras handeln, die als Haustiere auf die Insel gebracht wurden. Außer Boutons Beitrag gibt es keinen Beleg über diese Art. Lediglich bei einem Ara, der 1626 in einem Gemälde von Roelant Savery neben einem Dodo dargestellt wurde, gab es Vermutungen, dass es sich bei diesem Vogel um einen Martinique-Ara handeln könnte.

Im Jahr 1907 beschrieb Rothschild die zweifelhafte Art Ara erythrura (im Deutschen manchmal als Gelbblauer Ara bezeichnet), die auf der folgenden Schilderung des Geistlichen und Naturforschers Charles de Rochefort (1605–1883) aus dem Jahr 1658 basiert: 

„Unter ihnen waren solche, die einen satin-himmelblauen Kopf, Nacken und Rücken hatten. Die Unterseite des Halses, der Bauch und die Unterseite der Flügel waren gelb. Der Schwanz war vollständig rot.“

Diese Art soll auf Jamaika und Martinique heimisch gewesen sein. Jedoch nimmt der Ornithologe James Cowan Greenway in seinem 1958 veröffentlichten Werk The extinct and vanishing birds of the world an, dass Rocheforts Bericht zweifelhaft ist, da dieser nie Jamaika besucht hatte. Vielmehr vermutet Greenway, dass Rocheforts Beschreibung auf einem Beitrag von Jean-Baptiste Du Tertre basiert und dass die Form Ara erythrura mit Ara martinica identisch war, sofern sie jemals existiert hat.